# سهره بیشه‌ای شکم‌زنگاری
سهره بیشه‌ای شکم‌زنگاری (نام علمی: Atlapetes nationali) گونه‌ای از پرندگان تیرهٔ گنجشکان (Passerellidae) است.
بومی پرو است. زیستگاه‌های طبیعی آن جنگل‌های کوهستانی نمناک نیمه‌گرمسیری یا گرمسیری و درختچه‌زارهای نیمه‌گرمسیری یا گرمسیری با ارتفاع زیاد است.